# Pasqualino Veneto

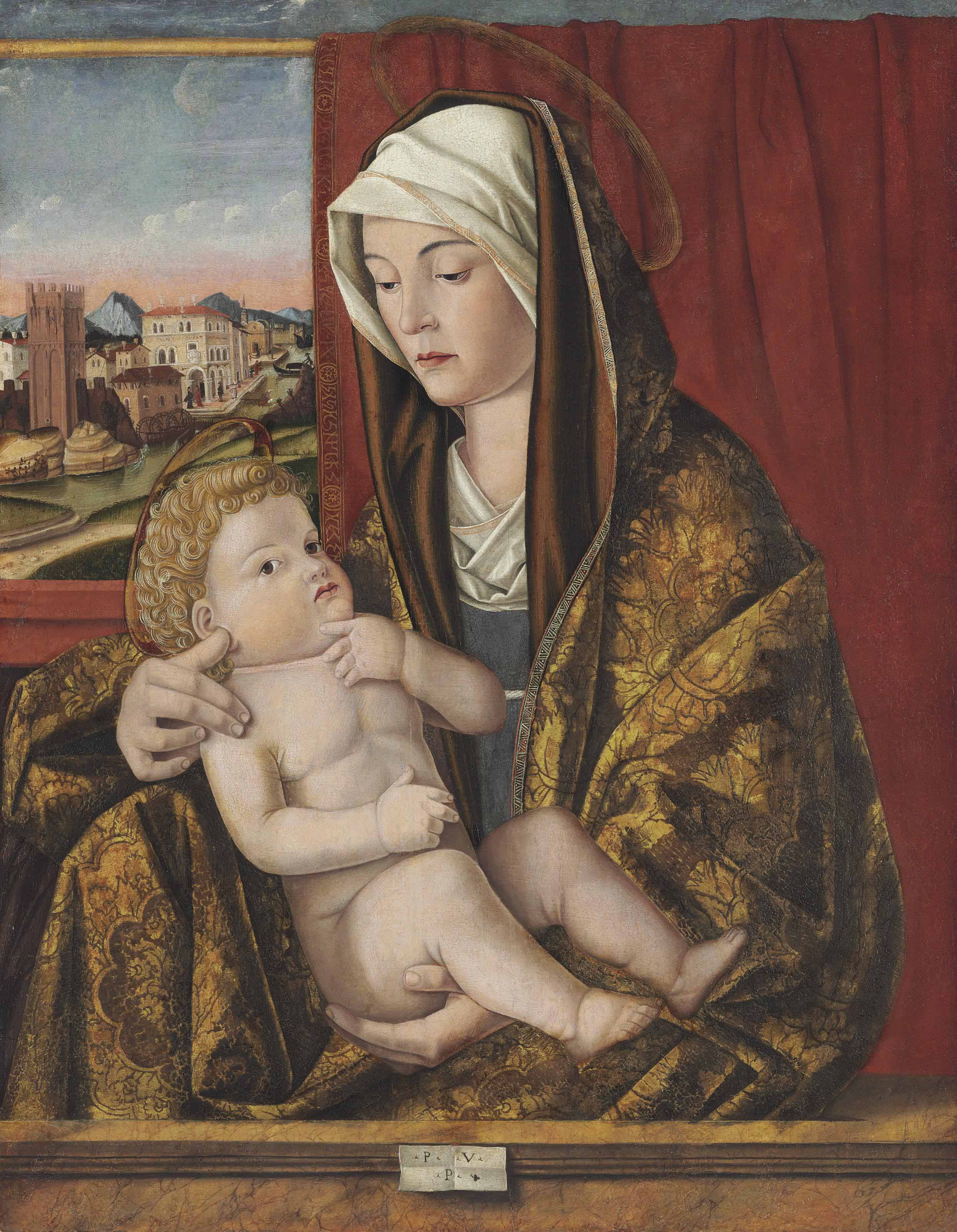

Pasqualino Veneto, citato anche come Pasqualino di Nicolò o Pasqualino da Venezia, (Venezia, XV secolo – XVI secolo), è stato un pittore italiano.

## Biografia
Puppi nel 1961 suggerì che il pittore probabilmente apparteneva alla famiglia cittadinesca dei Lamberti e che in ogni caso la sua identificazione in Pasqualino di Nicolò sia equivoca in quanto omonima di un pittore più tardo iscritto nella fraglia veneziana. I documenti ci forniscono notizie su questo pittore nell'arco di tempo tra il 1463 e il 1530. Di Pasqualino sono arrivate fino a noi alcune Madonne, conservate tra il Museo Correr di Venezia, il Civico museo Sartorio di Trieste, la Pinacoteca dell'Accademia dei Concordi di Rovigo, il Fogg Art Museum dell'Università di Harvard, la Národní galerie di Praga, il Bonnefantenmuseum di Maastricht e molte collezioni private, in particolare all'estero.
La critica ritiene che subì l'influenza dell'opera pittorica di Giovanni Bellini e di Cima da Conegliano.
Nel 1504  ricevette una importante commessa  per la Scuola della Carità di Venezia, ma probabilmente morì quello stesso anno, perché la commessa fu poi affidata a Tiziano.